# Adrian Perkins

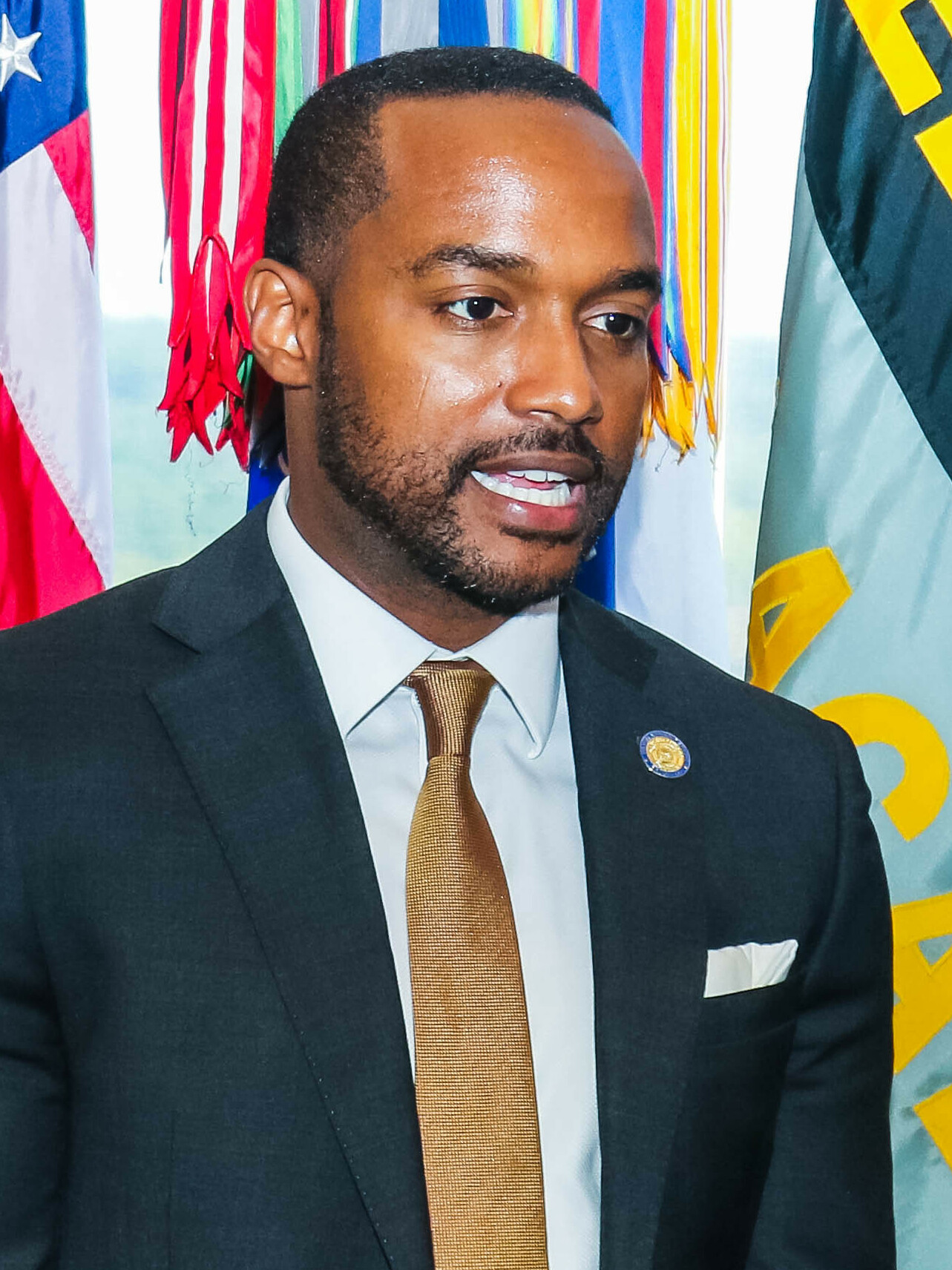
Adrian Perkins, 2019

Adrian Perkins (* 23. Oktober 1985 in Shreveport, Louisiana) ist ein amerikanischer Politiker der Demokratischen Partei. Von Dezember 2018 bis Dezember 2022 war er Bürgermeister von Shreveport.

## Biografie
Perkins wuchs im Stadtteil Cedar Grove in Shreveport in Louisiana auf. Sein Vater verließ die Familie, als er vier Jahre alt war. Perkins und seine beiden älteren Brüder wurden von der Mutter aufgezogen, die zwei Jobs brauchte, um die Familie zu ernähren. Er besuchte die nach dem Stadtgründer benannte Captain Shreve High School, wo er in das student government der Schule gewählt wurde. Die Terroranschläge am 11. September 2001 nennt er als Grund, sich in der United States Military Academy in West Point einzuschreiben. In West Point war Perkins der erste afroamerikanische Kadett in der Geschichte der Akademie, der zum Klassenpräsidenten gewählt wurde.
Perkins diente acht Jahre in der Armee und war im Irak und zweimal in Afghanistan eingesetzt, zuletzt als Kompaniechef im Rang eines Captain und wurde mit dem Bronze Star Medal ausgezeichnet. Vor seinem zweiten Einsatz in Afghanistan bewarb er sich an der Harvard Law School, was er mittels eines Stipendiums der Pat Tillman Foundation finanzieren konnte. In Harvard war er Präsident des student government. Im letzten Studienjahr kehrte er nach Shreveport zurück und arbeitete für Gouverneur John Bel Edwards.

## Politische Tätigkeit
Noch als Student kündigte Perkins im April 2018 seine Kandidatur für das Amt des Bürgermeisters von Shreveport an, gegen die demokratische Amtsinhaberin Ollie Tyler. Da aufgrund der Mehrheitsverhältnisse ein Wahlsieg der Republikaner nicht zu erwarten war, wurde Perkins auch von Republikanern unterstützt, die mit Tyler unzufrieden waren.
In der Jungle Primary, einer Besonderheit des Wahlrechts in Louisiana, treten in einem ersten Wahlgang alle Kandidaten unabhängig von ihrer Parteizugehörigkeit gegeneinander an. Falls niemand die absolute Mehrheit erhält, gibt es anschließend eine Stichwahl unter den beiden bestplatzierten. In der Primary am 6. November 2018 erhielt Perkins mit 28,8 % das beste Ergebnis, noch vor Tyler, die als amtierende Bürgermeisterin nur 23,7 % erhielt. Der beste Republikaner war Jim Taliaferro mit 20,5 %. In der Stichwahl am 8. Dezember 2018 konnte sich Perkins mit 64,4 % deutlich gegen Tyler durchsetzen, die 35,6 % erhielt. Am 29. Dezember trat er als 58. Bürgermeister von Shreveport sein Amt an, als dritter Afroamerikaner in Folge und als jüngster Bürgermeister in der Geschichte der Stadt.
Im Juli 2020 kündigte Perkins an, bei der Wahl zum Senat der Vereinigten Staaten 2020 gegen den republikanischen Amtsinhaber Bill Cassidy für den Klasse-II-Sitz Louisianas im Senat der Vereinigten Staaten zu kandidieren. Neben Perkins kandidierten mehrere weitere Demokraten, aber Perkins wurde von der demokratischen Partei Louisianas unterstützt sowie unter anderem vom ehemaligen Präsidenten Barack Obama und der Kandidatin für die Vizepräsidentschaft Senatorin Kamala Harris. Da in Louisiana die Republikaner deutlich stärker als die Demokraten waren, wurden ihm trotzdem nur geringe Chancen auf einen Wahlsieg eingeräumt. Wegen dieser republikanischen Dominanz verlor er gegen Cassidy. Er erreichte nur 19 % der Stimmen, während Cassidy 59 % der Stimmen auf sich vereinen konnte.